# Hesperia Planum
Pour les articles homonymes, voir Hesperia (homonymie).
Hesperia Planum est un vaste haut plateau volcanique de la planète Mars situé dans le quadrangle de Mare Tyrrhenum, au nord-est du grand bassin d'impact d'Hellas Planitia. S'étendant sur 1 700 km environ, il est centré par 22,3° S et 110° E, limité à l'ouest par Tyrrhena Terra, au sud par Promethei Terra, à l'est par Terra Cimmeria et au nord par la petite région d'Amenthes Planum, située en bordure méridionale d'Utopia Planitia et d'Isidis Planitia.

## Géographie et géologie
Cette région, géologiquement complexe et datant vraisemblablement de plus de trois milliards d'années, a donné son nom à l'Hespérien, une époque de l'échelle des temps géologiques martiens correspondant à la phase de volcanisme la plus intense qu'aurait connu la planète, datée entre 3,7 et 3,2 milliards d'années avant le présent selon l'échelle de Hartmann & Neukum, mais entre 3,5 et seulement 1,8 milliard d'années selon l'échelle de Hartmann standard (dates ci-dessous graduées en millions d'années) :
Hesperia Planum serait une plaine de lave, typique d'un volcanisme fissural à grande échelle, dont la formation la plus caractéristique est Tyrrhena Patera, sorte de caldeira à peine surélevée située par 21,4° S et 106,5° E (proche des antipodes du bassin de Chryse Planitia) apparaissant comme un élargissement localisé de Tyrrhena Fossae, une fissure de 287 km de long orientée du sud-ouest vers le nord-est, alignée sur l'axe reliant Hadriaca Patera à Tyrrhena Patera, voire, à l'échelle de la planète tout entière, les volcans de Malea Planum et ceux d'Elysium Planitia. Contrairement aux environs de cette fissure, la partie orientale et septentrionale de la région est dominée par des formations indiquant la compression de l'écorce martienne, notamment Hesperia Dorsa, Tyrrhena Dorsa et Cerberus Dorsa.
Les grands cratères d'impact à fond plat du Noachien sont sans doute enfouis sous les dépôts volcaniques hespériens, car les cratères significatifs sont assez rares sur Hesperia Planum, et présentent un pic central leur donnant une apparence lunaire très différente de leurs homologues de l'époque précédente, comme le cratère Kinkora, d'un diamètre de 54 km et situé par 24,9° S et 112,8° E.

### Articles liés
- Liste des plaines de Mars
- Géographie de la planète Mars
- Géologie de la planète Mars
- Échelle des temps géologiques martiens